# 15.ª circunscripción senatorial de Chile
La 15.ª circunscripción senatorial de Chile es una de las dieciséis entidades electorales de este tipo que conforman la República de Chile. Su territorio comprende la totalidad de las comunas de la Región de Magallanes y de la Antártica Chilena, ubicada geográficamente en la zona austral chilena. Fue creada en 2015 por medio de la ley 20.840, a partir de la antigua 19.ª circunscripción senatorial. Con una población que, según el censo del año 2017, alcanza los 166.533 habitantes, elige dos de los cincuenta senadores que integran el Senado de Chile.

## Representación
A febrero de 2023, la circunscripción senatorial 15 de Chile es representada por los siguientes senadores para el periodo 2022-2030:
| Periodo | Senador | Senador                                      | Senador       | Senador | Senador                                           | Senador              | Mandato                                       |
| Periodo | Nombre  | Nombre                                       | Partido       | Nombre  | Nombre                                            | Partido              | Mandato                                       |
| ------- | ------- | -------------------------------------------- | ------------- | ------- | ------------------------------------------------- | -------------------- | --------------------------------------------- |
| LVI     |         | Karim Bianchi Retamales (Punta Arenas, 1983) | Independiente |         | Alejandro Kusanovic Glusevic (Punta Arenas, 1960) | Independiente pro RN | 11 de marzo de 2022 - Actualmente en el cargo |

## Historia electoral

### Elecciones parlamentarias de 2021
| Pacto                               | Pacto                       | Candidato/a                           | Candidato/a                      | Partido                     | Votos                       | %       | Resultado |        |
| ----------------------------------- | --------------------------- | ------------------------------------- | -------------------------------- | --------------------------- | --------------------------- | ------- | --------- | ------ |
|                                     | AA. Chile Vamos             |                                       | Juan José Arcos Srdanovic        | PRI                         | 5 298                       | 8.15    |           |        |
|                                     | AA. Chile Vamos             | Sandra Amar Mancilla                  | IND-UDI                          | 4 057                       | 6.24                        |         |           |        |
|                                     | AA. Chile Vamos             | Alejandro Kusanovic Glusevic          | IND-RN                           | 9 287                       | 14.28                       | Senador |           |        |
|                                     | AB. Partido de la Gente     |                                       | Jesús Rodrigo Gutiérrez Olivares | PDG                         | 1 671                       | 2.57    |           |        |
|                                     | AB. Partido de la Gente     | Carla Daniela Amthauer González       | PDG                              | 1 803                       | 2.77                        |         |           |        |
|                                     | AH. Nuevo Pacto Social      |                                       | Ninén Idilia Gómez Villegas      | PDC                         | 1 258                       | 1.93    |           |        |
|                                     | AH. Nuevo Pacto Social      | María de los Ángeles Flores Rodríguez | PS                               | 1 332                       | 2.05                        |         |           |        |
|                                     | AN. Dignidad Ahora          |                                       | Juan del Karano Márquez Bórquez  | IND-PH                      | 981                         | 1.51    |           |        |
|                                     | AR. Apruebo Dignidad        |                                       | Luz Andrea Bermúdez Sandoval     | CS                          | 5 826                       | 8.96    |           |        |
|                                     | AR. Apruebo Dignidad        | Julio Gastón Contreras Muñoz          | IND-CS                           | 2 296                       | 3.53                        |         |           |        |
|                                     | ZZI. Independientes         |                                       | Karim Bianchi Retamales          | IND                         | 31 218                      | 48.01   | Senador   |        |
| Votos válidamente emitidos          | Votos válidamente emitidos  | Votos válidamente emitidos            | Votos válidamente emitidos       | Votos válidamente emitidos  | Votos válidamente emitidos  | 65 027  | 92.89     | 92.89  |
| Votos nulos                         | Votos nulos                 | Votos nulos                           | Votos nulos                      | Votos nulos                 | Votos nulos                 | 2 443   | 3.49      | 3.49   |
| Votos en blanco                     | Votos en blanco             | Votos en blanco                       | Votos en blanco                  | Votos en blanco             | Votos en blanco             | 2 538   | 3.63      | 3.63   |
| Total de sufragios emitidos         | Total de sufragios emitidos | Total de sufragios emitidos           | Total de sufragios emitidos      | Total de sufragios emitidos | Total de sufragios emitidos | 70 008  | 100.00    | 100.00 |
| Fuente: Servicio Electoral de Chile |                             |                                       |                                  |                             |                             |         |           |        |